# 非洲基督教民主黨
非洲基督教民主黨是一個南非政黨，於1993年成立。該黨渴望為國家帶來“穩定、繁榮與希望”，重視“多元化的團結，提供信任以及誠信的領導，並致力於滿足南非全體人民的需求”。非洲基督教民主黨的領導人是肯尼斯·梅索埃。
在2016年市政選舉之後，非洲基督教民主黨聯同其他較小的政黨一起與較大的民主聯盟組成聯合政府，以管理納爾遜·曼德拉灣、約翰內斯堡以及茨瓦內。
截至2019年，非洲基督教民主黨在國民議會內擁有4位議員，而在西開普省、夸祖魯-納塔爾省以及豪登省立法機構則分別各有1位議員代表。除此之外，該黨在全國各地合共有22位市議員代表。

## 政策
在2019年的選舉宣言中，非洲基督教民主黨的口號是“團結－建設－成長”，並着重於7個社會挑戰——就業、經濟增長、教育、健康、安全與保障、善治與產權以及農村發展。
該黨試圖透過運用聖經原則來“建立一個更好的南非”。該平台基於“聖經的和解、正義、同情、寬容、和平與生命、個人以及家庭與社區的神聖性標準”。
該黨反對墮胎，認為所有生命都是具有神聖性的，又主張應該對犯有某些令人髮指的罪行的人判處死刑。
非洲基督教民主黨是唯一一個對通過《南非憲法》最終版本投下反對票的政黨，原因是該憲法應要求允許墮胎，亦具體保護了性取向。
在2000年的宣言中，該黨反對推廣作为預防愛滋病毒傳播手段的避孕套與安全性行為：“非洲基督教民主黨強烈認為必須放棄推廣避孕套的運動，以促進婚姻中的禁慾與忠誠”。而該黨亦支持禁慾政策。
該黨反對通過《2007年刑法（性犯罪與相關事項）修正法》，該法將同性間的最低合法性行為年齡從19歲下修至16歲，使其與異性間的最低合法性行為年齡相同。

## 歷史
根據當時的報紙報導，非洲基督教民主黨於1993年12月9日成立。然而，該黨在官方網站上則宣稱其於1994年1月16日或17日成立（即在1994年南非大選前100天）。這是因為該黨第一次正式代表大會是在1994年大選前100天舉行。最初，該黨的宣言內容包括基督教規範、宗教自由、自由市場制度以及聯邦政府制度下的人權。

## 選舉結果
在1994年大選中，非洲基督教民主黨在國民議會中獲得2個議席，是1994年國民議會內的7個政黨之中議席最少的。此外，該黨在省立法機構合共獲得3個議席。在一年後的市政選舉，非洲基督教民主黨贏得3個議席。從1994年至1999年期間，有4名來自其他政黨的議員加入了非洲基督教民主黨。
在1999年大選，非洲基督教民主黨贏得7個議席，成為議會第6大黨。該黨還首次在全國省務會中獲得議席。在省立法機構，該黨合共贏得4個議席。在一年後的市政選舉，非洲基督教民主黨贏得70個議席。
在2004年大選，非洲基督教民主黨在全國選舉中獲得1.6%選票，而在省級選舉中則獲得1.59%選票。該黨在國民議會中依然有7個議席，但跌為第7大黨，而省立法機構則合共有8個議席。
在2009年大選中，該黨的支持率流失了50%，並於隨後的2014年大選中繼續流失支持，在這次大選中，非洲基督教民主黨在國民議會僅贏得3個議席，淪為第9大黨，而在西開普省立法機構則獲得1個議席。
在2019年大選，該黨取得自2004年大選以來的最好成績，贏得全國0.84%的選票。非洲基督教民主黨躍升為第6大黨，在國民議會有4個議席，並在西開普省、夸祖魯-納塔爾省以及豪登省三個省的立法機構中分別各有1個議席。

### 全國選舉
| 選舉   | 得票    | 得票比例 | 議席    | +/–  | 參政情況 |
| ------ | ------- | -------- | ------- | ---- | -------- |
| 1994年 | 88,104  | 0.45%    | 2 / 400 | –    | 反對黨   |
| 1999年 | 228,975 | 1.43%    | 6 / 400 | ▲ 4  | 反對黨   |
| 2004年 | 250,272 | 1.60%    | 7 / 400 | ▲ 1  | 反對黨   |
| 2009年 | 142,658 | 0.81%    | 3 / 400 | ▼ 4  | 反對黨   |
| 2014年 | 104,039 | 0.57%    | 3 / 400 | ━ ±0 | 反對黨   |
| 2019年 | 146,262 | 0.84%    | 4 / 400 | ▲ 1  | 反對黨   |

### 各省選舉
| 選舉   | 東開普省 | 東開普省 | 自由邦省 | 自由邦省 | 豪登省   | 豪登省 | 夸祖魯-納塔爾省 | 夸祖魯-納塔爾省 | 林波波省 | 林波波省 | 普馬蘭加省 | 普馬蘭加省 | 西北省   | 西北省 | 北開普省 | 北開普省 | 西開普省 | 西開普省 |
| 選舉   | 得票比例 | 議席     | 得票比例 | 議席     | 得票比例 | 議席   | 得票比例        | 議席            | 得票比例 | 議席     | 得票比例   | 議席       | 得票比例 | 議席   | 得票比例 | 議席     | 得票比例 | 議席     |
| ------ | -------- | -------- | -------- | -------- | -------- | ------ | --------------- | --------------- | -------- | -------- | ---------- | ---------- | -------- | ------ | -------- | -------- | -------- | -------- |
| 1994年 | 0.51%    | 0/56     | 0.45%    | 0/30     | 0.61%    | 1/86   | 0.67%           | 1/81            | 0.38%    | 0/40     | 0.48%      | 0/30       | 0.35%    | 0/30   | 0.40%    | 0/30     | 1.20%    | 1/42     |
| 1999年 | 0.96%    | 0/63     | 0.90%    | 0/30     | 1.16%    | 1/73   | 1.81%           | 1/80            | 1.10%    | 1/49     | 1.12%      | 0/30       | 0.94%    | 0/33   | 1.53%    | 0/30     | 2.79%    | 1/42     |
| 2004年 | 0.78%    | 0/63     | 1.30%    | 1/30     | 1.64%    | 1/73   | 1.78%           | 2/80            | 1.26%    | 1/49     | 1.09%      | 0/30       | 1.07%    | 0/33   | 1.88%    | 1/30     | 3.44%    | 2/42     |
| 2009年 | 0.53%    | 0/63     | 0.73%    | 0/30     | 0.87%    | 1/73   | 0.68%           | 1/80            | 0.69%    | 0/49     | 0.51%      | 0/30       | 0.69%    | 0/33   | 1.00%    | 0/30     | 1.47%    | 1/42     |
| 2014年 | 0.33%    | 0/63     | 0.51%    | 0/30     | 0.62%    | 0/73   | 0.44%           | 0/80            | 0.48%    | 0/49     | 0.40%      | 0/30       | 0.53%    | 0/33   | 0.57%    | 0/30     | 1.02%    | 1/42     |
| 2019年 | 0.47%    | 0/63     | 0.42%    | 0/30     | 0.71%    | 1/73   | 0.48%           | 1/80            | 0.35%    | 0/49     | 0.51%      | 0/30       | 0.34%    | 0/33   | 0.73%    | 0/30     | 2.66%    | 1/42     |

### 市政選舉
| 選舉        | 得票    | 得票比例 |
| ----------- | ------- | -------- |
| 1995-1996年 | 66,985  | 0.8%     |
| 2000年      | 未公佈  | 1.3%     |
| 2006年      | 251,468 | 1.3%     |
| 2011年      | 165,602 | 0.6%     |
| 2016年      | 124,429 | 0.4%     |

## 黨徽
非洲基督教民主黨的黨徽象徵着該黨所主張的聖經基督教原則。2個橫向的箭頭代表該黨将持有不同觀點、隶属不同组织的人引向基督教（十字架）。至於紅色邊框則代表耶穌的血。

### 引用
1. 1 2 3  . 152.111.1.88.   [2014-05-27]. （原始内容存档于2016-03-04）.
2. ↑  .   [2019-05-11]. （原始内容存档于2021-04-19）.
3. ↑  .   [2008-12-18]. （原始内容存档于2004-04-13）.
4. ↑  . 2019 Elections South Africa.   [2019-06-10]. （原始内容存档于2021-03-01）.
5. ↑  . BusinessTech. 2016-08-17  [2019-06-10]. （原始内容存档于2020-11-08）.
6. 1 2 3  .   [2019-05-11]. （原始内容存档于2021-03-03）.
7. ↑  .   [2019-06-09]. （原始内容存档于2016-08-08）.
8. ↑  .   [2019-05-11]. （原始内容存档于2019-05-11）.
9. 1 2  .   [2019-05-11]. （原始内容存档于2019-05-11）.
10. ↑  .   [2019-06-09]. （原始内容存档于2004-04-13）.
11. ↑  .   [2019-06-09]. （原始内容存档于2004-04-13）.
12. ↑  .   [2019-06-09]. （原始内容存档于2006-02-08）.
13. 1 2  . News24. 2019-04-19  [2019-06-09]. （原始内容存档于2019-06-09）.
14. ↑  . Daily Friend. 2019-04-29  [2019-06-09]. （原始内容存档于2019-06-09）.
15. ↑  . acdp.org.za.   [2014-05-27]. （原始内容存档于2015-10-19）.
16. ↑  . acdp.org.za.   [2014-05-27]. （原始内容存档于2015-10-19）.
17. ↑  . facebook.com.   [2014-05-27]. （原始内容存档于2015-10-19）.
18. ↑  . 152.111.1.88.   [2014-05-27]. （原始内容存档于2016-03-04）.
19. ↑  . elections.org.za.   [2014-05-27]. （原始内容存档于2009-03-03）.
20. ↑  . elections.org.za.   [2014-05-27]. （原始内容存档于2009-04-27）.
21. ↑  .   [2019-05-11]. （原始内容存档于2019-05-11）.
22. ↑  . www.elections.org.za.   [2019-05-11]. （原始内容存档于2019-05-11）.
23. ↑   (PDF). elections.org.za.   [2016-08-11]. （原始内容 (PDF)存档于2017-03-24）.
24. ↑  . acdp.org.za.   [2014-05-27]. （原始内容存档于2015-10-19）.

### 來源
- History of the ACDP

## 外部連結
- African Christian Democratic Party （页面存档备份，存于） official site
- ACDP Tshwane Region
- Flag of the African Christian Democratic Party （页面存档备份，存于）